# Пушанино
Пушанино — село в Белинском районе Пензенской области России, административный центр Пушанинского сельсовета.

## География
Село расположено на берегу реки Чембар при впадении в нее реки Мача в 3 км на юг от райцентра города Белинский.

## История
Основано около 1700 г. русскими ясачными крестьянами Инсарского уезда, вероятно, бывшими служилыми людьми, либо потомками крещеной мордвы. Упоминается в ревизской сказке под 1719 г. как село Михайловское, Большой Ченбар тож (РГАДА, ф. 350, оп. 2, е.хр. 1049, л. 9; там же, е.хр. 1046, лл. 178-180) с церковью во имя Архангела Михаила (там же, е.хр. 1048, л. 30).
По ревизским сказкам 1744 г., в селе Михайловском, Мача тож, показано 690 ясачных крестьян мужского пола (РГАДА, ф. 350, оп. 2, е.хр. 1051, лл. 618-671 об.). С 1780 г. – в Чембарском уезде, во время Генерального межевания, по данным ревизии 1782 г., вместе с рядом других селений, располагалось в «градской даче» г. Чембара, на землях ясачных крестьян. В 1877 г. – центр Мачинской волости Чембарского уезда Пензенской губернии, 375 дворов, деревянная церковь во имя Михаила Архангела (новая построена в 1849 г.), школа. В 1896 г. – 468 дворов, мельница, работали земская и церковноприходская школы. В 1911 г. – центр Мачинской волости, одно крестьянское общество (включало в себя и крестьян д. Березенки), 560 дворов, церковь, земская школа, кредитное товарищество, 2 водяные мельницы, одна ветряная, валяльное заведение, синильня, 4 кузницы, 6 лавок. 
C 1928 г. — центр Пушанинского сельсовета в Чембарском районе Пензенского округа Средне-Волжской области. C 1939 г. — в составе Пензенской области. В 1955 г. – центральная усадьба колхоза «Победа». В 1963 году указом Президиума Верховного Совета РСФСР село Мача переименовано в Пушанино.

## Население
| 1747  | 1864  | 1877  | 1897  | 1911  | 1926  | 1939  |
| ----- | ----- | ----- | ----- | ----- | ----- | ----- |
| 1380  | ↗2385 | ↗2924 | ↘2810 | ↗3426 | ↘2495 | ↘1664 |
| 1959  | 1970  | 1979  | 1989  | 1998  | 2002  | 2004  |
| ↘1125 | ↗1238 | ↗1366 | ↗1655 | ↗1741 | ↘1524 | ↘1321 |
| 2010  |       |       |       |       |       |       |
| ↗1414 |       |       |       |       |       |       |

## Инфраструктура
В начале 21 в. – товарищество «Победа» на базе бывшего колхоза (зерно, фабричная свекла, мясо, молоко): 6134 га пашни, 4 крестьянских (фермерских) хозяйства, дом культуры, библиотека, средняя школа, амбулатория, аптечный киоск, 6 магазинов, швейный цех, пекарня. На центральной площади – памятник воинам-землякам, погибшим в годы Великой Отечественной войны

## Известные люди
Село — Родина Героя Советского Союза, капитана, политрука стрелковой роты Ивана Ивановича Пушанина (1913–1939), отличившегося в боях с Финляндией, в честь которого переименовано Указом Президиума Верховного Совета РСФСР от 26.12.1963 г., по ходатайству местных властей.